# Stadtpfarrkirche Waibstadt

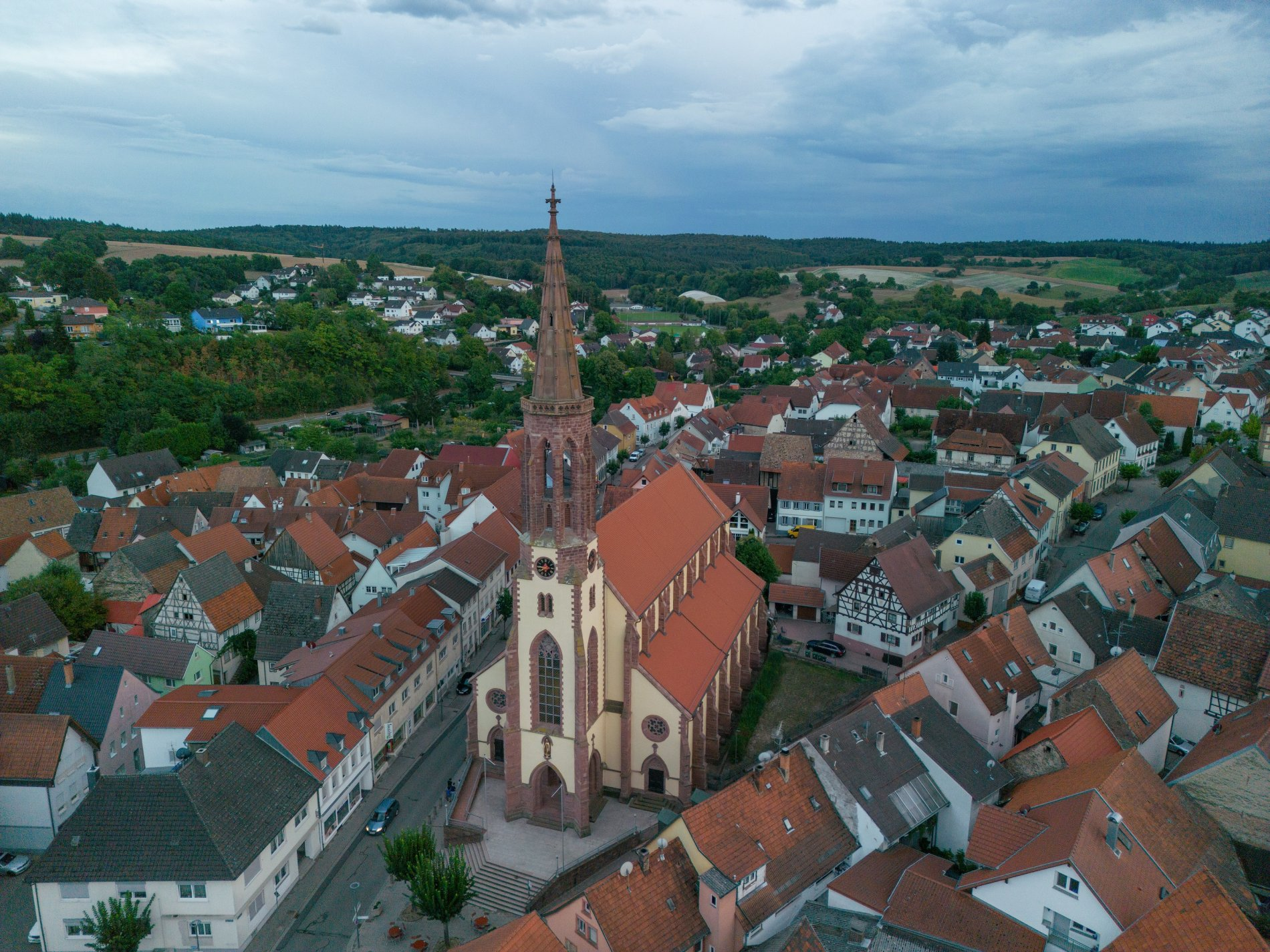
Luftaufnahme

Die Stadtpfarrkirche ‚Unserer Lieben Frau‘ ist ein römisch-katholisches Kirchengebäude in Waibstadt. Sie gilt als eine der markantesten Kirchen des nördlichen Kraichgaus. Wegen des 65 m hohen, weithin sichtbaren Turms wird das Kirchengebäude auch als „Dom des Kraichgaus“ bezeichnet. Das Gotteshaus dient als Pfarrkirche für die römisch-katholische Kirchengemeinde Maria Himmelfahrt Waibstadt und als Veranstaltungsort für weitere Feiern wie Theateraufführungen oder Konzerte.

## Geschichte
Bereits im Jahr 873 stand in Waibstadt eine Pfarrkirche, die durch eigene Seelsorger betreut wurde. Beim großen Stadtbrand von 1241 wurde große Teile der Stadt zerstört, jedoch blieb die Pfarrkirche unversehrt und voll funktionsfähig. 1606 wird erstmals erwähnt, dass an dem Kirchengebäude von 873 größere Schäden vorhanden sind. Unterbrochen durch den Dreißigjährigen Krieg wurde schließlich 1711 von der fürstbischöflich speyerischen Regierung ein Umbau der Kirche genehmigt. Das Vorgängergebäude des heutigen Kirchengebäudes stand auf dem heutigen Marktplatz. Es wurde 1826 fertiggestellt und am 24. Dezember 1826 geweiht. Bereits fünf Jahren nach Fertigstellung wies das Kirchengebäude erhebliche Mängel und Schäden auf. Bei einem verheerenden Unwetter am 1. März 1831 wurde das Kirchengebäude stark beschädigt. Die Ziegel auf dem Dach wurden vollständig weggeweht. Durch einen Blitzeinschlag im Kirchturm brannten die doppelte Zwiebeldachkuppel und der Glockenstuhl teilweise ab. Durch den Brand und das eindringende Löschwasser bekam das Mauerwerk Risse.
Wegen Einsturzgefahr wurde der Pfarrgemeinde durch das großherzogliche Bezirksamt 1836 der Abriss des Gebäudes nahegelegt. Die Glocken wurde aus dem stark beschädigten Glockenstuhl abgenommen und zum Läuten an einem Gerüst neben der Kirche aufgehängt. Dieser Behelfszustand dauerte bis in das Jahr 1886. Am 20. März 1837 stürzte ein Teil des Kirchturmes ein und zertrümmerte umliegende Gebäude.

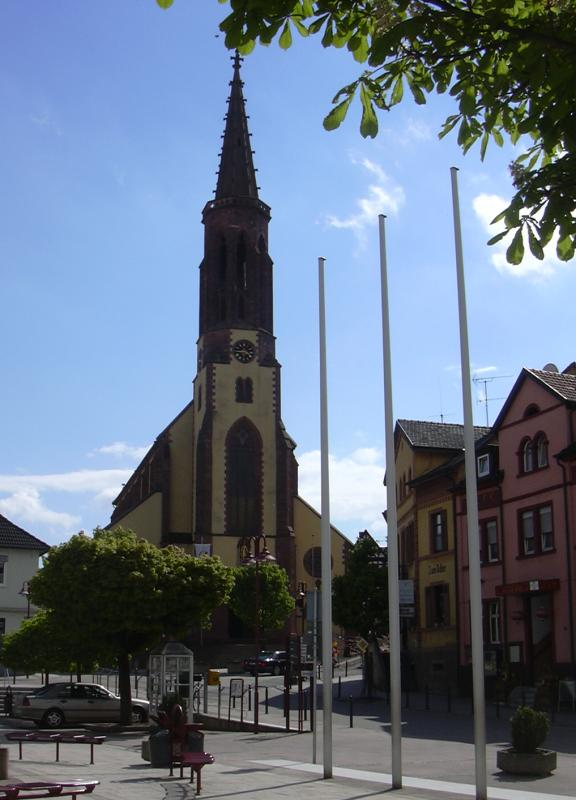
Blick vom Marktplatz

Nachdem alle Vorschläge zum Wiederaufbau oder zur Sanierung der 1826 errichteten Kirche abgelehnt wurden, beschloss man einen Neubau. Mit der Versteigerung am 17. Juni 1867 wurde offiziell das Ende der alten Kirche beschlossen. Der vorhandene Hochaltar wurde von der katholischen Kirchengemeinde Reihen erworben und ist bis heute im Besitz der Kirchengemeinde.
Bereits vor der Baumaßnahme der katholischen Stadtpfarrkirche gab es eine umfangreiche Umgestaltung des Ortsbildes. Die heutige Pfarrstraße war bis zur Stadtmauer in Richtung Sinsheim eine eng verbaute Sackgasse. Im September 1820 wurde ein Tor in die Stadtmauer eingerichtet und außerhalb der ehemaligen Stadtbefestigung eine breite Straße geschaffen (heutige Hauptstraße). Entlang der neuen Straße wurden Bauplätze erschlossen.
Am 1. Oktober 1865 verheerte ein Großbrand weite Teile des Ortskerns. Im Gebiet zwischen Pfarrstraße-Ochsengasse-Leopoldstraße-heutige Hauptstraße fielen ihm zehn Wohngebäude mit dazugehörigen Scheunen zum Opfer. Die notwendigen 20 Grundstücke für einen Neubau wurden bereits 1864 erworben. Der Gesamtpreis betrug ca. 26.200 Gulden (ca. 427.000 Euro). Man nutzte die freigewordene Fläche für die Handwerker, die mit dem Kirchenbau beschäftigt waren. Nach Fertigstellung der Kirche wurden die abgebrannten Gebäude wiederaufgebaut.
Die Bevölkerung hatte sich beim Löschen der brennenden Gebäude Zeit gelassen, um Arbeitsfläche zu schaffen. Dies veranlasste die herbeigeeilten Feuerwehren u. a. Neckarbischofsheims und Sinsheims zu einer Anzeige gegen die Stadt beim großherzoglichen Bezirksamt. Die Folge war am 10. Oktober 1865 die Gründung der Feuerwehr mit den gleichen Statuten wie für Sinsheim und Neckarbischofsheim.

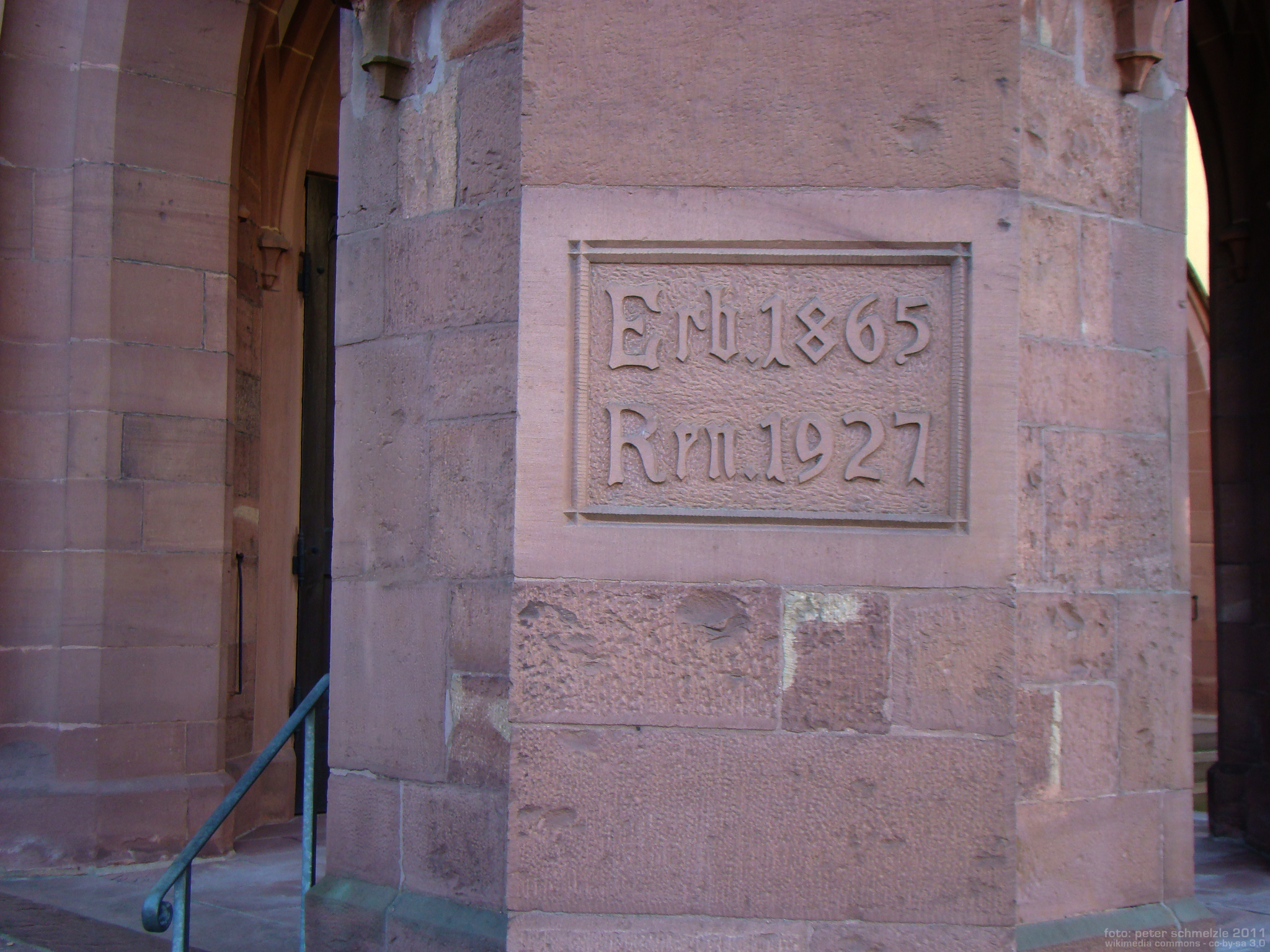
Erinnerungsstein am Hauptportal

Am 14. Juni 1865 erfolgte die Grundsteinlegung der Kirche. Der Grundstein wurde in der Alten Kirche mit einem Hochamt gesegnet und mit einer Prozession an den neuen Standort gebracht. Am 30. August 1868 weihte Weihbischof Lothar von Kübel das neue Gotteshaus ein. Als Patrozinium wurde ‚Mariä Aufnahme in den Himmel‘ (Hochfest 15. August) gewählt. Das Kirchengebäude trägt daher den Namen „Unsere Liebe Frau“ Waibstadt – Pfarrei „Mariä Himmelfahrt“.
Bis zur Dekanatsreform 2008 im Erzbistum Freiburg war die Stadt Sitz des Dekanats Waibstadt und somit Mutterkirche. Bis in das 20. Jahrhundert war Waibstadt Sitz des Landkapitels Waibstadt und war für bis zu 38 Pfarreien verantwortlich.

### Pfarrer und Pfarrverweser
Zugehörigkeit zur Erzdiözese Freiburg
- Johann Baptist Scharvogel (Stadtpfarrer 1812–1819)
- Florian Holzmann (Pfarrverweser 01.03.1819–20.03.1819)
- Sebastian Baumann (Stadtpfarrer 1819–1838)
- Josef Schmidt (Pfarrverweser 1838–1839)
- Georg Antonius Volz (Stadtpfarrer 1839–1849)
- Franz Josef Zeitvogel (Pfarrverweser 1849–1850)
- Johannes Nüßle (Stadtpfarrer 1850–1864)
- Josef Münch (Pfarrverweser 1864–1866)
- Eduard Gumbel (1866–1871)
- Antonius Knörzer (Pfarrverweser 1871–1875)
- Wilhelm Seilnacht (Stadtpfarrer 1875–1883)
- Henricus Schäfer (Pfarrverweser 1883–1884)
- Karl Theodor Staufer (1884–1885)
- Theodor Weiß (1885–1886)
- Carolus Rauch (Stadtpfarrer 1886–1895)
- Eduard Aman (Kaplan u. Pfarrverweser 09.10.1895–10.12.1895)
- Christian Heizmann (Pfarrverweser 1895–1899)
- Alphons Allgaier (1899–1900)
- Johann Peter Market (Pfarrverweser 1900–1901)
- Josef Kreuzer (Stadtpfarrer 1901–1937)
- Franz Knöbel (Stadtpfarrer 1937–1944)
- Josef Anton Maier (Pfarrverweser 1944–1947)
- August Breunig (Stadtpfarrer 1947–1965)
- Ferdinand Bauer (Stadtpfarrer 1965–1980)
- Josef Allgeier (Stadtpfarrer 1980–1987)
- Winfried Wehrle (Stadtpfarrer 1987–2008)
- Joachim Maier (Stadtpfarrer 2008–heute)

## Kirchenbau
Der Kirchenraum hat eine Länge von 45 Metern. Die Breite beträgt 20 Meter, die Höhe 17 Meter. Die Höhe des Kirchturms beträgt 65 Meter, er beherrscht das Stadtbild. Er gilt bis heute als höchster Kirchturm im Kraichgau. Im Inneren befinden sich 26 Kirchenbänke, welche ca. 700–800 Personen Platz bieten.
Der verantwortliche Architekt des Kirchenbaus war Karl Dernfeld. Er nahm das architektonische Empfinden der damaligen Zeit auf und entwarf eine neugotische Pfeilerbasilika mit Kreuzrippengewölbe und Seitenschiffen.

## Ausgestaltung
Die hohen Buntglasfenster im Chorraum wurden 1962 von Valentin Peter Feuerstein geschaffen. Sie sind vorherrschend in Rot- und Blautönen gefasst. Das Fenster links ist Maria gewidmet. Es korrespondiert in seinen Einzelfeldern von unten nach oben betrachtet mit dem Johannesfenster rechts.

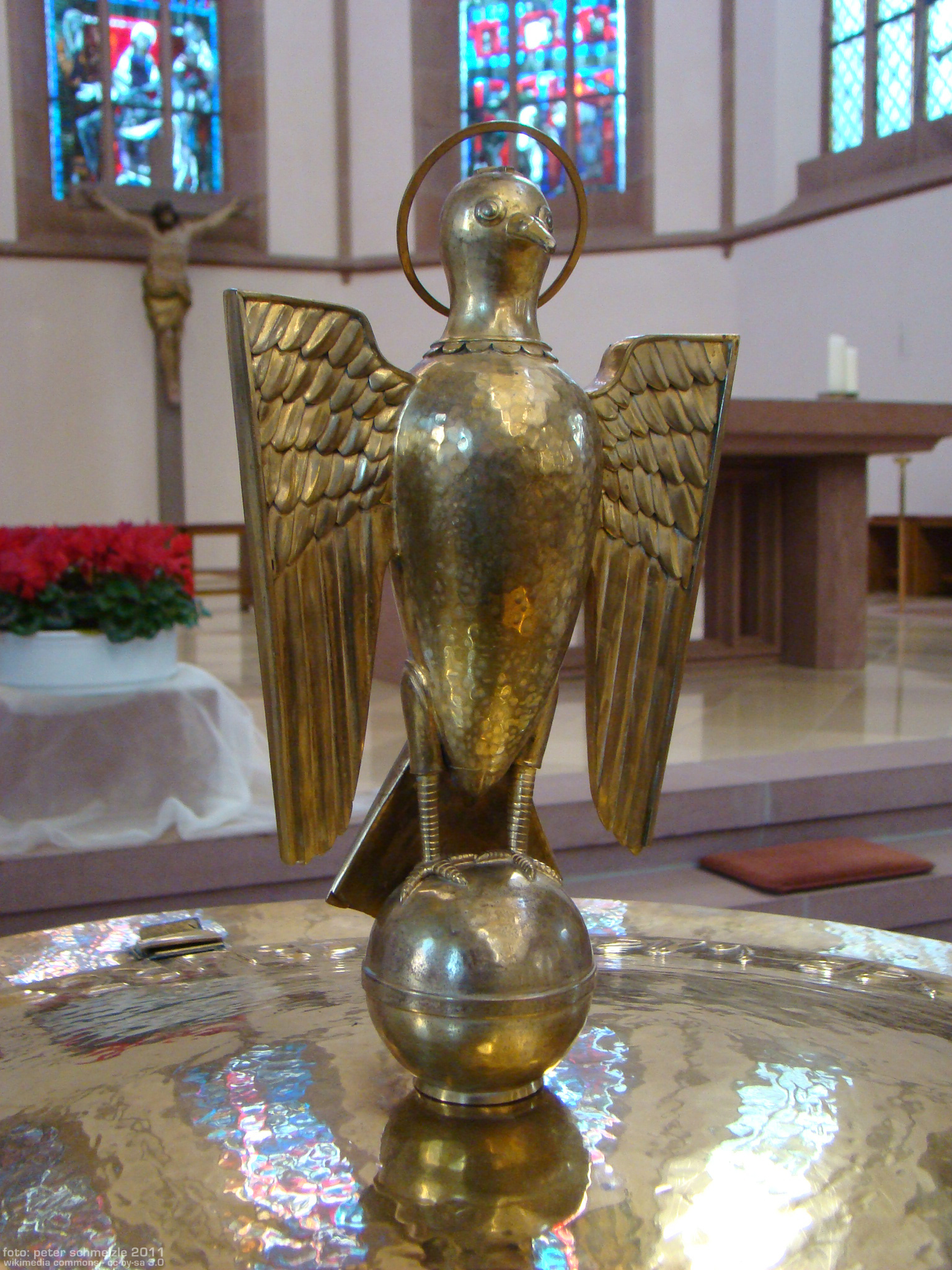
Abdeckplatte des Taufsteines

Das Fenster links zeigt folgende Motive:
- Maria in Herrlichkeit
- Hochzeit zu Kana als Beginn des öffentlichen Wirkens Jesu
- Epiphanie
- Verkündigung durch den Engel

Das Fenster rechts zeigt folgende Motive:
- Johannes in Herrlichkeit

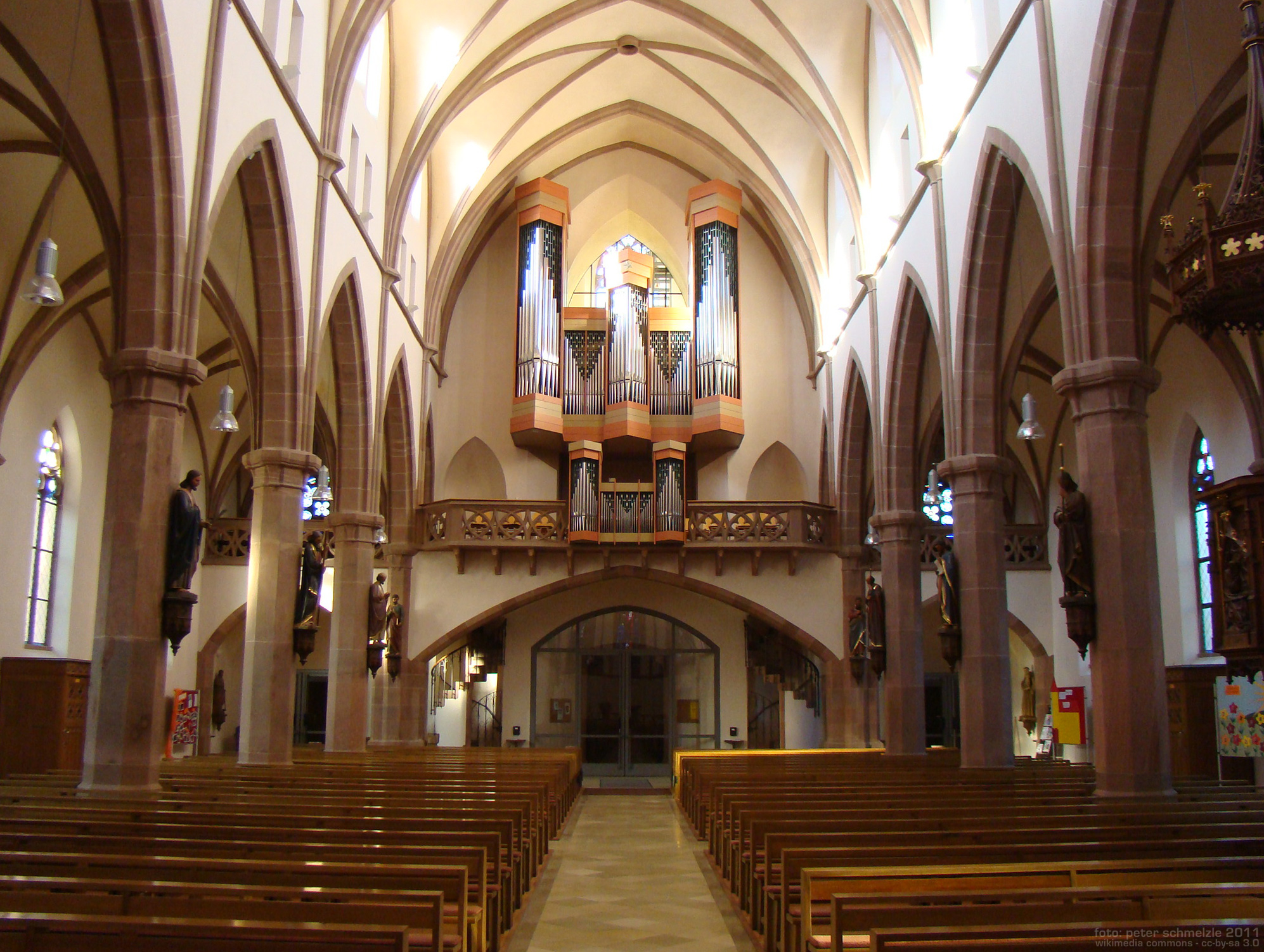
Blick Richtung Orgel und Empore

- Tanz der Salome und Enthauptung Johannes des Täufers
- Taufe Jesu
- Begegnung Marias und Elisabeths

Das mittlere Fenster und somit das zentrale Gestaltungsobjekt der Kirche ist ganz Christus gewidmet. Es hat folgende Motive:
- Maria (links) und Johannes (rechts) neigen sich dem mittleren Fenster zu, wo Christus in der Mandorla thront
- Das Pfingstwunder – die Sendung des Heiligen Geistes
- Das leere Grab mit dem Engel der Auferstehung
- Jesus tot im Schoß seiner Mutter (Pietà)

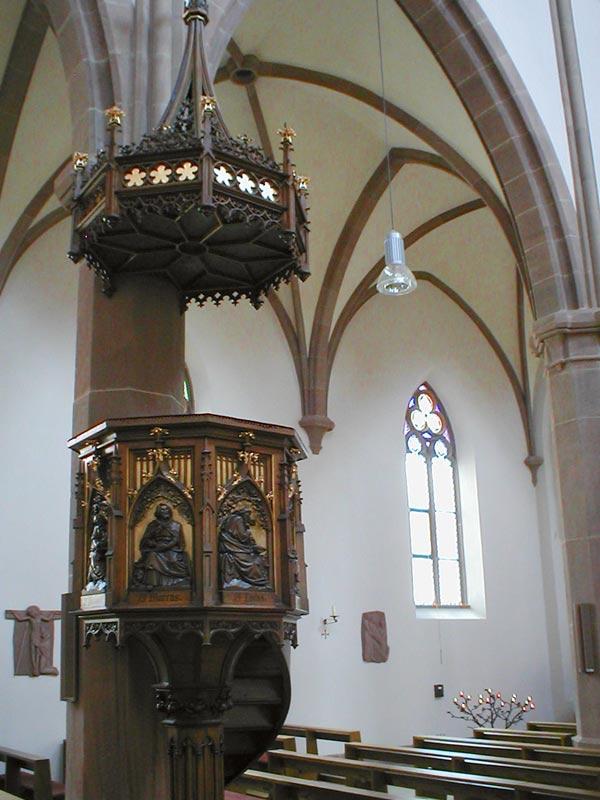
Kanzel

Weitere Werke aus der Hand Feuersteins sind das im Altarraum befindliche Tabernakel sowie ein Altarkreuz.
Die Fenster außerhalb des Chorraumes sind mit floraler Ornamentik verziert. Sie stammen aus der Zeit des Neubaus im 19. Jahrhundert. Sie zeigen keine Bildmotive, sondern sind schlicht aber farblich gestaltet.
Der an den Wänden der Seitenschiffe befindliche Kreuzweg stammt vom Frankfurter Bildhauer Franz Bernhard. Er schuf 1958 die Kreuzwegstationen aus Terrakotta aus rötlich gebranntem Ton als Halbrelieftafeln.
Über den Seitenaltären wurden holzgeschnitzten Statuen der Mutter Gottes mit dem Jesuskind und von Johannes dem Täufer angebracht. Beide waren bereits in den ehemals holzgeschnitzten Seitenaltären der Kirche integriert. Im Zuge der zweiten großen Kirchenrenovierung wurde die Farbe von den Staturen entfernt und das Holz aufgearbeitet und versiegelt.

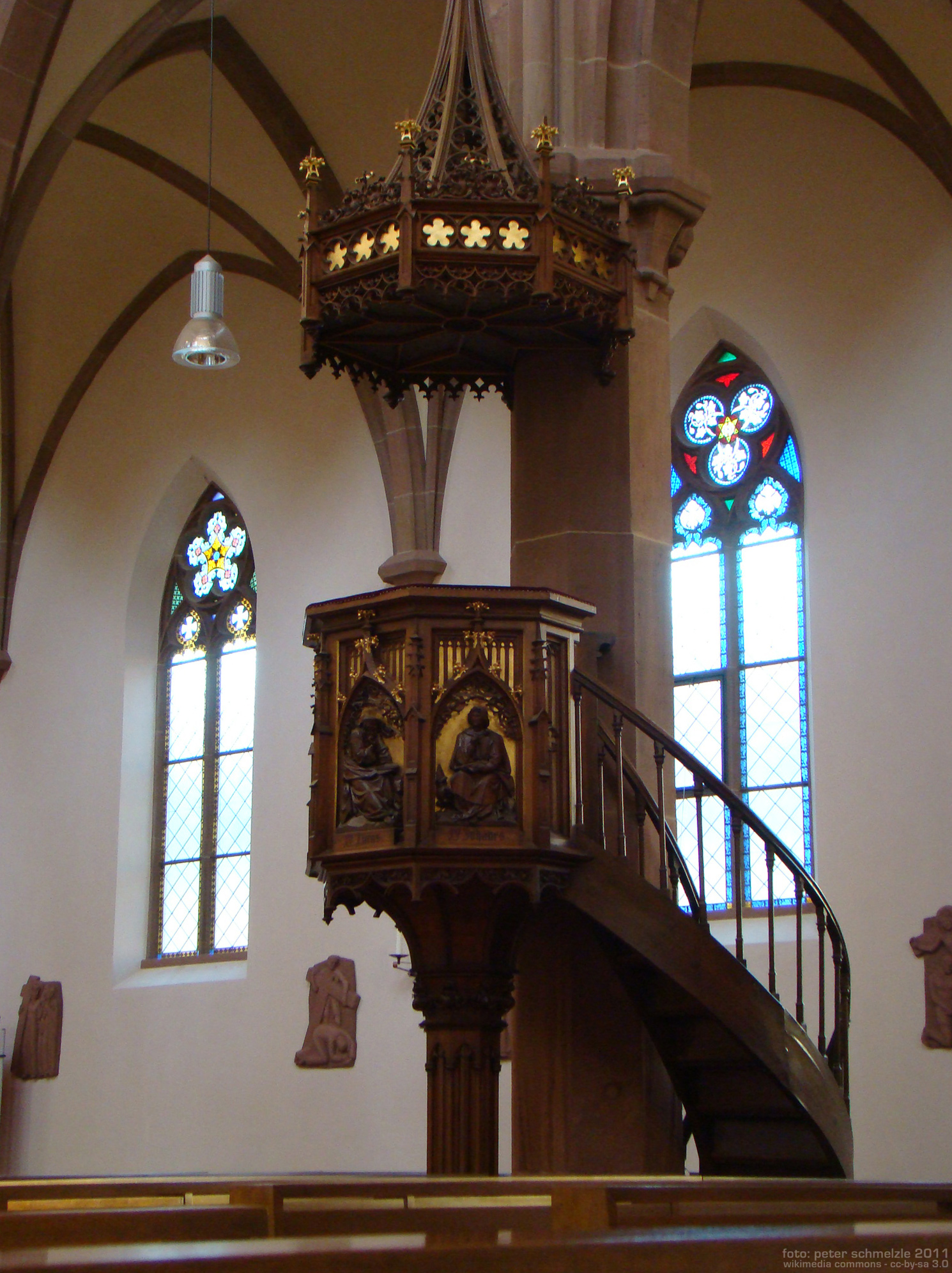
Rücksicht Kanzel

An den Säulen befinden sich die bei der Kirchenrenovierung 2002/2003 restaurierten Apostelfiguren. Am Triumphbogen stehen sich Petrus und Paulus gegenüber. Die Statuen waren im ehemaligen Hochaltar eingebaut.
Die Kanzel ist eine Stiftung der Grafen von Helmstatt mit deren Wappen und den vier Evangelisten in den in Schreinergotik gearbeiteten Kassetten. An der Turmfassade über dem Hauptportal der Kirche befindet sich eine von Josef Alois Knittel gestaltete Marienfigur.
Pfarrer Johannes Nüssle (1850–1864) beklagte die leere und Trostlosigkeit des Innenraumes der damaligen Kirche auf dem Marktplatz. Daher ließ er, gegen den Willen der Pfarrgemeinde und Stiftungsrates, bei der Künstlerin Marie Ellenrieder ein Gemälde in Auftrag geben. Sie sollte für die Stadtpfarrkirche ein „7 Schuh hohes und 4 ½ breites“ Marienbild anfertigen. Das Gemälde blieb jedoch unvollendet, da Ellenrieder vor der Fertigstellung 1863 verstarb. Es gilt als eines ihrer letzten Werke. In der Marienkapelle erinnert eine kleine Replik an das Werk. Das Originalgemälde mit dem Titel Maria mit dem Jesuskind befindet sich in der Städtischen Wessenberg-Galerie Konstanz.

## Orgel

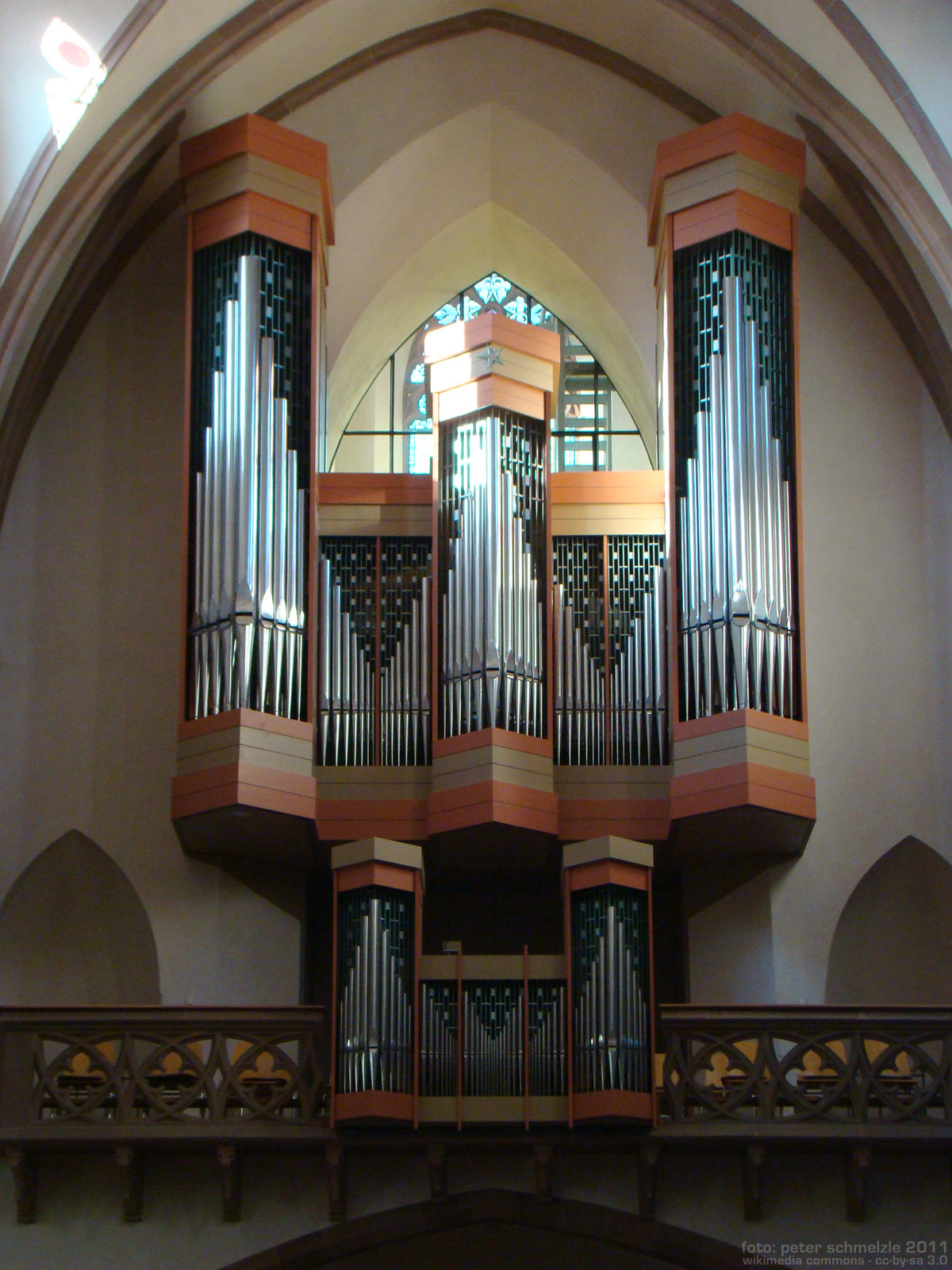
Orgel

Die erste Orgel wurde um 1867 durch den Orgelbauer Mayer (Hainstadt) für die neue Kirche gebaut. Sie wies 21 Register auf zwei Manualen und Pedal auf. 1897 wurde die Orgel aufgrund von Reparaturbedürftigkeit von der Heidelberger Orgelbauwerkstatt Burkhard saniert.
1911 wurde für die Kirche eine neue Orgel angeschafft. Die Orgelbaufirma Voit wurde mit deren Bau beauftragt. Im Juli 1912 wurde sie als Opus 1059 aufgestellt. Die Orgel hatte 26 Register auf zwei Manualen und Pedal, mit 1452 Pfeifen. Zur Windversorgung diente ein Elektromotor. Mit der Orgelwerkstatt Walcker war bis zum Ende des Zweiten Weltkrieges eine jährliche Wartung vertraglich vereinbart. Danach wurde die Firma Kemper und Sohn als Wartungsfirma beauftragt.
1971 beschloss die Kirchengemeinde einen Neubau der Orgel, da die Restaurierung und Sanierung der alten zu unwirtschaftlich gewesen wäre. Am 18. Februar 1973 wurde das Instrument als Opus 121 von der Orgelbaufirma Vleugels eingeweiht. Die Vleugels-Orgel weist 30 klingende Register auf zwei Manualen und Pedal auf mit insgesamt 2165 Pfeifen.
2002/2003 wurde das Instrument von Vleugels generalüberholt. Im Zuge dessen wurden Oktavkoppeln und eine Crescendo-Walze sowie ein Zimbelstern mit sechs kleinen Bronzeschalen eingebaut, des Weiteren ein neuer Spieltisch. Die rein elektrische Traktur wurde durch eine mechanisch-elektrische Traktur mit Einstellungsmöglichkeiten des Tastendruckpunktes ersetzt.  Das Orgelprospekt wurde farblich neu gefasst und Kranzgesimse mit Schleiergittern über den Prospektpfeifen angebracht. Eine Besonderheit sind die Fußpedale der Crescendo-Walze und der noch fehlende Physharmonika. Die verwendeten Edelstahlblenden sind aus dem Audi TT entstanden.
| I Rückpositiv C– |       |   |
| Gedackt          | 8′    |   |
| Unda Maris       | 8′    | * |
| Principal        | 4′    |   |
| Rohrflöte        | 4′    |   |
| Sesquialter II   | 2 ⁄3′ |   |
| Flageolet        | 2′    |   |
| Larigot          | 1 ⁄3′ |   |
| Cymbel IV        | 1′    |   |
| Dulcian          | 16′   |   |
| Oboe             | 8′    |   |
| Tremulant        |       |   |

| II Hauptwerk C– |       |   |
| Bordoun         | 16′   |   |
| Principal       | 8′    |   |
| Rohrflöte       | 8′    |   |
| Viola de Gambe  | 8′    |   |
| Oktave          | 4′    |   |
| Spitzflöte      | 4′    | * |
| Quinte          | 2 ⁄3′ | * |
| Superoctave     | 2′    |   |
| Mixtur IV       | 1 ⁄3′ |   |
| Cornet V        | 8′    |   |
| Trompete        | 8′    |   |
| Clarine         | 4′    |   |

| Pedal C–      |       |   |
| Principalbaß  | 16′   |   |
| Subbaß        | 16′   |   |
| Octavbaß      | 8′    |   |
| Gemshorn      | 8′    |   |
| Choralbaß     | 4′    |   |
| Hintersatz II | 2 ⁄3′ | * |
| Fagottbaß     | 16′   |   |
| Trompetbaß    | 8′    | * |

## Glocken
Man geht davon aus, dass es bereits in der alten Kirche ein mehrstimmiges Glockengeläut gab. Die Glocken, die in der alten Kirche vorhanden waren, wurden in die neue Kirche übertragen. Darunter auch die älteste Glocke f’ aus dem Jahr 1506, gegossen von Bernhart Lachamann.

Die Glocke trug die Inschrift:
„OSSANA HEISS ICH IN UNSER FRAWEN ER LEUT ICH: 1506 “
Im Mai 1898 wurde eine neue Glocke gegossen, da eine alte zersprungen war. Die Ursachen des Zerspringens sind unklar. Die neu gegossenen Glocke wurde auf Michael geweiht.

Die „Michaelsglocke“ trug die Inschrift:
„St. Michael heiß ich, den Sterblichen künd ich mit ehernem Munde die scheidende Stunde“.
 1917 mussten auf Anordnung des Kriegsministeriums die Glocken vom Turm entfernt und für die Herstellung von Rüstungsgüter geopfert werden. Unter anderem mussten eine prachtvoll geschmückte Glocke aus dem Jahr 1875, gegossen von Bachert in Dallau abgehängt werden, sowie eine ebenfalls von Bachert gegossene kleinere Glocke aus dem Jahr 1880. Die Glocke von 1506 durfte wegen ihres historischen Werts und der als Kunstwerk geltenden Inschrift im Turm verbleiben. Ebenfalls wurde die zweite Glocke vom Turm der Marienkapelle, gegossen 1911 von Benjamin Grüninger und Söhne Villingen, abgehängt.

Sie trug die Inschrift:
„Johannes Baptista ora pro nobis“

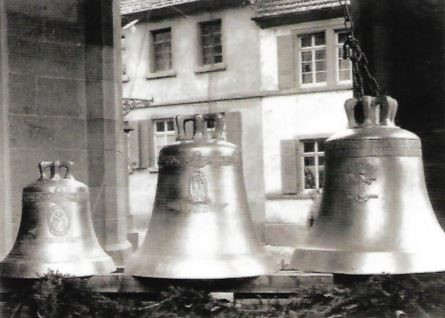
Glockenweihe Dezember 1922

Nach dem Ersten Weltkrieg kehrte keine der Glocken nach Waibstadt zurück und man beschloss neue Glocken in der passenden Harmonie zu gießen. 1922 wurden die neuen Glocken geweiht und in den erneuerten Glockenstuhl aufgehängt.
Im Januar 1942 wurden die drei größten Glocken, darunter auch die Glocke von 1506, und die verbleibende Glocke der Marienkapelle erneut abgehängt und für Kriegszwecke beschlagnahmt. Nach dem Zweiten Weltkrieg blieben sie verschollen. Ein Bürger aus Waibstadt spendete 2,814 kg Glockenbronze, um ein vollständiges neues Vierergeläut zu gießen. Man beschloss die kleine vom Krieg verschonte Glocke in den Kirchturm der Marienkapelle zu hängen.
Am 15. November 1950 folgte der Guss der Glocken in der Glockengießerei Schilling in Heidelberg. Die Glocken sind an einer zweigeschossigen, achteckigen Glockenstube mit zwei Gefachen aufgehängt. Der eiserne Glockenstuhl von 1956 wurde 2002/2003 im Zuge einer umfangreichen Sanierung durch einen hölzernen Glockenstuhl ersetzt. 2015 wurden neue Schallläden eingebaut, die zu einer Verbesserung der Klangabstrahlung und zu einer Verminderung des Nässeeintrags in die Glockenstube führen. Das Glockenläuten wurden von der Glockeninspektion des Erzbistums Freiburg aufgenommen und kategorisiert und lässt sich online abrufen.
Die vier Glocken weisen folgende Tonstimmungen auf:
- Hosanna f’ (1200 kg)
- Michael as’ (680 kg)
- Gabriel b’ (470 kg)
- Raphael c’ (330 kg)

Folgende Inschriften wurden an die Glocken angebracht:

Hosanna:
„Hosanna heiß ich, zu Unser Lieb’ Frau Ehr läut ich“
Michael (Totenglocke):
„Heiliger Erzengel Michael verteidige uns im Kampfe, auf dass wir nicht zugrunde gehen in den Schrecken des Gerichts“
Gabriel (Angelusglocke):
„Der Engel des Herrn brachte Maria die Botschaft: Ave Maria-gratia plena“
Raphael (Abendglocke für die Verstorbenen):
„Den Weg des Friedens führe uns der Herr; und sein Engel Raphael begleite uns, auf dass wir in Frieden, Heil und Freude zurückkehren in die Heimat“

## Turmuhr

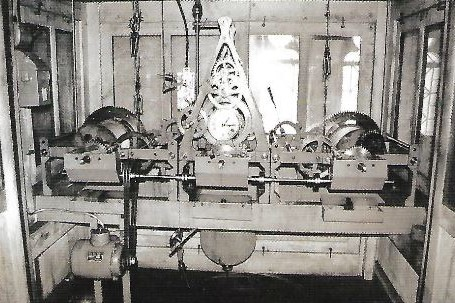
Altes Uhrwerk der Kirchturmuhr vor 1989

Die Kirchturmuhr der Stadtkirche stellt eine Besonderheit dar. Die gesamte Kirchturmanlage befindet sich im Eigentum der politischen Gemeinde. 1989 wurde das alte mechanisch betriebene Uhrwerk mit der Typnummer E 350/c/2 der Firma Schneider durch eine Quarz-Hauptuhr mit Funksteuerung und automatischer Sommer- und Winterzeitumstellung der Firma Reichert ausgetauscht. Des Weiteren wurde eine programmierbare Läuteordnung installiert. Das alte Uhrwerk war von 1955 bis 1989 in Betrieb und ist im Foyer des Rathauses ausgestellt.
Beschreibung der Zifferblätter
- Durchmesser: 1650 mm
- Ziffergrund: schwarz
- Mittelfest: korallenrot RAL 3016
- Römische Ziffern und Stundenmarken mit 24 Karat Blattgold vergoldet